# Ancestry.com
Ancestry.com LLC es una empresa genealogía estadounidense con sede en Lehi, Utah. La compañía de genealogía con fines de lucro más grande del mundo, opera una red de registros genealógicos e históricos y sitios web relacionados con la genealogía genética.
En noviembre de 2018, la compañía dijo haber brindado acceso a aproximadamente 10 mil millones de registros históricos, tener 3 millones de suscriptores de pago y haber vendido 18 millones de kits de ADN a los clientes. Para 2022, el número de registros históricos había aumentado a 30 mil millones según la compañía. El 4 de diciembre de 2020, The Blackstone Group adquirió la empresa en un acuerdo valorado en 4700 millones de dólares.

## Historia

### Ancestry

#### 1990-1999
En 1990, Paul Brent Allen (que no debe confundirse con el cofundador de Microsoft, Paul Allen, ni con el director ejecutivo de Allen Holdings, Paul Allen) y Dan Taggart, dos graduados de la Universidad Brigham Young, fundaron Infobases y comenzaron a ofrecer publicaciones de La Iglesia de Jesucristo de los Santos de los Últimos Días (SUD) en disquetes. En 1988, Allen había trabajado en Folio Corporation, fundada por su hermano Curt y su cuñado Brad Pelo. El servicio fue inicialmente para ayudar a los miembros de la iglesia a investigar a sus antepasados para apoyar la práctica de la iglesia de llevar a cabo bautismos para parientes/antepasados fallecidos en la iglesia.
Los primeros productos de Infobases fueron disquetes y discos compactos que se vendían en el asiento trasero del automóvil de los fundadores. En 1994, Infobases fue nombrada entre las 500 empresas de más rápido crecimiento de la revista Inc.. Su primera oferta en CD fue LDS Collectors Edition, lanzada en abril de 1995, a la venta por $ 299,95, que se ofreció en una versión en línea en agosto de 1995. Ancestry entró oficialmente en línea con el lanzamiento de Ancestry.com en 1996.
El 1 de enero de 1997, la empresa matriz de Infobases, Western Standard Publishing, compró Ancestry, Inc., editora de la revista Ancestry y libros de genealogía. El director general de Western Standard Publishing era Joseph A. Cannon, uno de los principales propietarios de Geneva Steel.
En julio de 1997, Allen y Taggart compraron la participación de Western Standard en Ancestry, Inc. En ese momento, Brad Pelo era presidente y director ejecutivo de Infobases y presidente de Western Standard. Menos de seis meses antes, había sido presidente de Folio Corporation, cuya tecnología digital utilizaba Infobases. En marzo de 1997, Folio se vendió a Open Market por 45 millones de dólares. La primera evidencia pública del cambio de propiedad de la revista Ancestry se produjo con el número de julio/agosto de 1997, que mostraba a Ancestry, Inc., recientemente reorganizada, como su editora. El encabezado de ese número también incluía el primer uso de la dirección web Ancestry.com.
Más crecimiento para Infobases ocurrió en julio de 1997, cuando Ancestry, Inc. compró Bookcraft, Inc., una editorial de libros escritos por líderes y funcionarios de la Iglesia SUD. Infobases había publicado muchos de los libros de Bookcraft como parte de su LDS Collector's Library. Pelo también anunció que la línea de productos de Ancestry se expandiría mucho tanto en CD como en línea. Alan Ashton, inversionista desde hace mucho tiempo en Infobases y fundador de WordPerfect, fue su presidente de la junta.
Allen y Taggart comenzaron a administrar Ancestry, Inc. independientemente de Infobases en julio de 1997 y comenzaron a crear uno de los servicios de bases de datos genealógicos basados en suscripción en línea más grandes.
En abril de 1999, para centrarse mejor en sus negocios de Internet Ancestry.com y MyFamily.com, Infobases vendió la marca Bookcraft y su catálogo de libros impresos a su principal competidor en el mercado de libros SUD, Deseret Book. En la venta se incluyeron los derechos de la Biblioteca de coleccionistas SUD de Infobases en CD. Un año antes, Deseret Book había lanzado un producto de la competencia llamado GospeLink, y Deseret Book combinó los dos productos como un solo producto.
El sitio web MyFamily.com se lanzó en diciembre de 1998, con sitios gratuitos adicionales a partir de marzo de 1999. El sitio generó un millón de usuarios registrados en sus primeros 140 días. La empresa recaudó más de 90 millones de dólares estadounidenses en capital de riesgo de inversores, y cambió su nombre el 17 de noviembre de 1999, de Ancestry.com, Inc. a MyFamily.com, Inc. Sus tres sitios de genealogía en Internet se llamaban entonces Ancestry.com, FamilyHistory.com y MyFamily.com. Las ventas fueron de alrededor de US $ 62 millones en 2002 y US $ 99 millones en 2003.

#### 2000-2009
En marzo de 2004, la compañía, que había superado su centro de llamadas en Orem, Utah, abrió un nuevo centro de llamadas, que acomodaba a unos 700 agentes a la vez, en Provo. Heritage Makers fue adquirida por MyFamily.com en septiembre de 2005.
El 5 de noviembre de 2009, Ancestry.com se convirtió en una empresa que cotiza en bolsa en NASDAQ (símbolo: ACOM), con una oferta pública inicial de 7,4 millones de acciones a un precio de $13,50 por acción, suscrita por Morgan Stanley, Bank of America, Merrill Lynch, Jefferies & Company, Piper Jaffray y BMO Capital Markets.

#### 2010-2019
En 2010, Ancestry vendió sus activos de publicación de libros a Turner Publishing Company.
En 2010, Ancestry.com amplió sus operaciones nacionales con la apertura de una oficina en San Francisco, California, dotada de nuevos equipos de ingeniería, productos y mercadotecnia orientados al desarrollo de algunas de las tecnologías y servicios de vanguardia de Ancestry. En 2011, Ancestry lanzó una aplicación para Android e iOS.
En diciembre de 2011, Ancestry.com movió la búsqueda del índice de muertes del Seguro Social detrás de un muro de pago y dejó de mostrar la información del Seguro Social de las personas que habían muerto en los últimos 10 años, debido a preocupaciones por el robo de identidad.
En marzo de 2012, Ancestry.com adquirió la colección de activos de ADN de GeneTree.
En septiembre de 2012, Ancestry.com amplió sus operaciones internacionales con la apertura de su sede europea en Dublín, Irlanda. La oficina de Dublín incluye un nuevo centro de llamadas para clientes internacionales, así como equipos de productos, marketing e ingeniería.
En octubre de 2012, Ancestry.com acordó ser adquirida por un grupo de capital privado formado por Permira Advisers LLP, miembros del equipo de administración de Ancestry.com, incluido el director ejecutivo Tim Sullivan y el director financiero Howard Hochhauser, y Spectrum Equity, por $ 32 por acción o alrededor de $ 1600 millones. Al mismo tiempo, Ancestry.com compró un servicio para compartir y digitalizar fotografías llamado 1000Memories.
El 16 de julio de 2015, Ancestry lanzó AncestryHealth y anunció el nombramiento de Cathy A. Petti como directora de salud. Ese año, Ancestry se asoció con la subsidiaria de Google, Calico, para centrarse en la investigación y la terapia de la longevidad, en un esfuerzo por investigar la herencia humana de la esperanza de vida.
En abril de 2016, GIC Private Limited (un fondo soberano propiedad del Gobierno de Singapur) y Silver Lake (un administrador de fondos de capital privado) compraron participaciones de capital en Ancestry.com. El valor de mercado estimado de Ancestry.com en 2017 fue de más de $3 mil millones.
A través de fotografías antiguas, una mujer pudo documentar ocho generaciones de su familia, que se remontan a 1805, incluida una pareja interracial. Un controvertido anuncio de Ancestry.com se había emitido en las estaciones de televisión de Utah, que mostraba a una pareja interracial de la era de la esclavitud. El anuncio fue criticado por un corresponsal de noticias de la estación de radio de Boston WBUR-FM y MSNBC, y la profesora de derecho Melissa Murray, con el argumento de que idealizaba la esclavitud en el sur de Estados Unidos. En abril de 2019, Ancestry retiró el anuncio con una disculpa.
En noviembre de 2018, Ancestry afirmó tener más de 10 000 millones de registros digitalizados y más de tres millones de clientes que pagan.
En diciembre de 2018, después de que las autoridades arrestaran al Asesino de Golden State y usaran GEDmatch para resolver el caso, Ancestry.com y 23andMe anunciaron una política de datos que no permitiría que sus perfiles de ADN se usaran para resolver delitos sin un proceso legal válido, como una orden de registro, ya que creen que viola la privacidad de los usuarios. En el caso del asesinato de George Seitz en 2021, se utilizó Ancestry.com para ayudar a identificar los restos de una víctima de un delito.

#### 2020-presente
En agosto de 2020, Blackstone Group anunció planes para adquirir Ancestry por 4700 millones de dólares.
En febrero de 2021, Ancestry anunció a Deb Liu, exejecutiva de Facebook, como su directora ejecutiva a partir del 1 de marzo.
En noviembre de 2021, Ancestry anunció que adquirió la empresa francesa de genealogía Geneanet.

### AncestryDNA
AncestryDNA es una subsidiaria de Ancestry LLC. AncestryDNA ofrece una prueba de ADN genealógico directa al consumidor. Los consumidores proporcionan una muestra de su ADN a la empresa para su análisis. Luego, AncestryDNA usa secuencias de ADN para inferir relaciones familiares con otros usuarios de Ancestry DNA y para proporcionar lo que llama una «estimación de etnicidad». Esta «estimación de etnicidad» utiliza 700.000 marcadores, lo que representa solo alrededor del 0,02 % de todos los marcadores genéticos que podrían analizarse. Los clientes no deben creer que están viendo todos sus antecedentes étnicos, pero realizar múltiples pruebas es útil cuando se combina con el uso de búsquedas web de genealogía de ancestry.com para encontrar posibles mezclas inesperadas. Anteriormente, Ancestry.com también ofrecía pruebas de ADN del cromosoma Y paterno y ADN mitocondrial materno, pero se suspendieron en junio de 2014. La empresa describe el proceso técnico de las pruebas en un libro blanco científico. En julio de 2020, la empresa afirmó que su base de datos contenía 18 millones de kits de ADN completos comprados por clientes.
AncestryDNA se usa comúnmente para que las personas concebidas por donantes encuentren a sus hermanos biológicos y, en algunos casos, a su donante de esperma u ovocitos.
La prueba en sí es realizada por Quest Diagnostics.
Para las personas que activan la prueba de ADN, Ancestry ofrece la posibilidad de participar en Human Diversity Project, un «proyecto de investigación científica destinado a ayudar a los científicos a comprender mejor la historia de la población, la migración humana y la salud humana».

### FindAGrave
El 30 de septiembre de 2013, Ancestry.com anunció la adquisición de Find a Grave. El editor del sitio, Jim Tipton, dijo sobre la compra que Ancestry.com «había estado vinculando y dirigiendo tráfico al sitio durante varios años. La información sobre entierros es una fuente maravillosa para las personas que investigan su historia familiar». Ancestry.com lanzó una aplicación móvil en marzo de 2014.

### Fold3
Fold3 es una base de datos en línea con registros militares, incluidas historias, fotos y documentos personales.

### Geneanet
El 31 de agosto de 2021, Ancestry.com anunció la adquisición de Geneanet. Geneanet explica que la adquisición por parte de Ancestry es consecuencia del fracaso de las negociaciones de Filae con el nacimiento de un formidable competidor. El sitio Geneanet.org, que debe permanecer autónomo, indica que dará acceso a muchas bases de datos indexadas por Ancestry en el marco de las suscripciones Premium.

### Newspapers.com

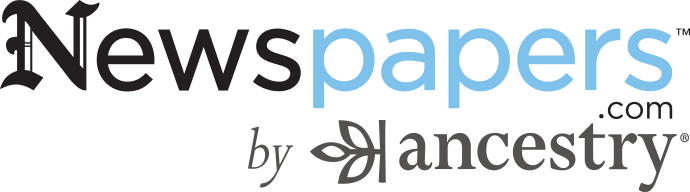

En 2012, Ancestry escindió sus componentes de periódicos en línea digitalizados en un servicio independiente, Newspapers.com. Antes del lanzamiento de Newspapers.com, Ancestry.com adquirió los siguientes componentes orientados a los periódicos, incluidas las tecnologías digitales y de escaneo, y la publicación en su sitio web:
- iArchives, Inc. y su servicio footnote.com fueron adquiridos en 2010 por 1,022 millones de acciones ordinarias. La compra aportó activos que incluyen procesos para digitalizar documentos en microfilm.[59][60] La nota al pie sería rebautizada como Fold3 en 2011.[61]
- Archives.com fue comprado por $ 100 millones en 2012.[62] A partir del 23 de junio de 2019, el archivo afirmó que su índice incluía periódicos en línea que datan de 1700 en todo el mundo, cubriendo más de 12 100 periódicos y un total de más de 509 millones de páginas.[63]

El principal competidor del sitio web es newspaperarchive.com, que afirma tener periódicos en línea que datan de 1607 en todo el mundo, y su índice en junio de 2018 incluye 9829 periódicos. Ambos sitios web tienen modelos similares para aumentar sus bases de datos: acuerdos con bibliotecas, editores y organizaciones históricas para escanear las publicaciones de forma gratuita e incluirlas en su base de datos. Algunos participantes ven el proceso de escaneo gratuito como una forma más fácil, económica y rápida de publicar sus publicaciones en línea que trabajar a través del Programa Nacional de Periódicos Digitales operado por el gobierno de los Estados Unidos.

### RootsWeb
RootsWeb, adquirida por Ancestry en junio de 2000, es una comunidad de genealogía gratuita que utiliza foros en línea, listas de correo y otros recursos para ayudar a las personas a investigar su historia familiar. Los usuarios pueden cargar archivos GEDCOM de su información para que otros busquen en la parte de WorldConnect del sitio. Los árboles cargados en WorldConnect se pueden buscar en los sitios web RootsWeb y Ancestry.
El 20 de diciembre de 2017, se expuso en Internet un archivo que contenía 300 000 nombres de usuario, contraseñas y direcciones de correo electrónico de RootsWeb. Los 300.000 registros procedían del servicio de listas de apellidos RootsWeb; 55.000 de esos registros también eran credenciales de inicio de sesión de Ancestry.com.

### We Remember
We Remember es una plataforma conmemorativa en línea gratuita, que fue lanzada por Ancestry en noviembre de 2017. Permite a los usuarios crear un espacio para conservar y compartir fotos y videos sobre el difunto.

### Forces War Records
Adquirido por Ancestry el 24 de mayo de 2021, Forces War Records es el sitio web líder en genealogía militar británica con un producto único que ayuda a las personas a descubrir y contextualizar la historia militar de su familia.

### Productos anteriores
- Family Origins[73][74]
- Family Tree Maker se vendió en 2017.
- Genealogy.com, que mantiene un sitio web de investigación genealógica, fue adquirido por MyFamily.com en 2003.
- Generations Family Tree (originalmente llamado «Reunion for Windows»).[75]
- MyFamily.com permitía a los miembros crear sitios web privados para familias o grupos. En mayo de 2010, MyFamily cerró su oficina de desarrollo en Bellevue, Washington, y despidió a todo su personal, ya que ninguno de ellos aceptó una oferta para mudarse a Provo. Ancestry cerró MyFamily.com el 5 de septiembre de 2014.[76] En el momento del cierre, MyFamily no había resuelto el descontento con el proceso de descarga, que consistía en capturar fotos misceláneas sin catalogar, con nombres alfanuméricos y sin datos adjuntos, y varios documentos de calendario, dejando atrás así los datos asociados, documentos de File Cabinet, recetas familiares y demás información.[76]
- La serie de software ROOTS de CommSoft[77][78] fue uno de los primeros editores de series de programas de software de genealogía, creada en la década de 1980 y disponible hasta 1997. Commsoft lanzó lo siguiente: ROOTS89 para la serie de computadoras personales Heath H-8; ROOTS/M para el sistema operativo CP/M; y ROOTS II para MS-DOS, seguido de ROOTS III y ROOTS IV; y ROOTS V para Windows junto con Visual ROOTS para Microsoft Windows.
- Árbol genealógico definitivo (UFT)[77][79]

## Lectura adicional
- de Groot, Jerome (2020). «Ancestry.com and the Evolving Nature of Historical Information Companies». The Public Historian 42 (1): 8-28. doi:10.1525/tph.2020.42.1.8.